# Муховецька сільська рада
| Муховецька сільська рада — колишній орган місцевого самоврядування у Немирівському районі Вінницької області з адміністративним центром у с. Мухівці. Сільській раді підпорядковані населені пункти: - с. Мухівці - с. Мала Бушинка - с. Шолудьки |

## Склад ради
Рада складається з 16 депутатів та голови.

## Керівний склад сільської ради
| ПІБ                       | Основні відомості                                                         | Дата обрання | Дата звільнення |
| ------------------------- | ------------------------------------------------------------------------- | ------------ | --------------- |
| Усаченко Лідія Вікторівна | Сільський голова, 1969 року народження, освіта, член народної партії      | 26.03.2006   | 31.10.2010      |
| Усаченко Лідія Вікторівна | Сільський голова, 1969 року народження, освіта вища, член Партії регіонів | 31.10.2010   |                 |

Примітка: таблиця складена за даними джерела